# Joe Gooch

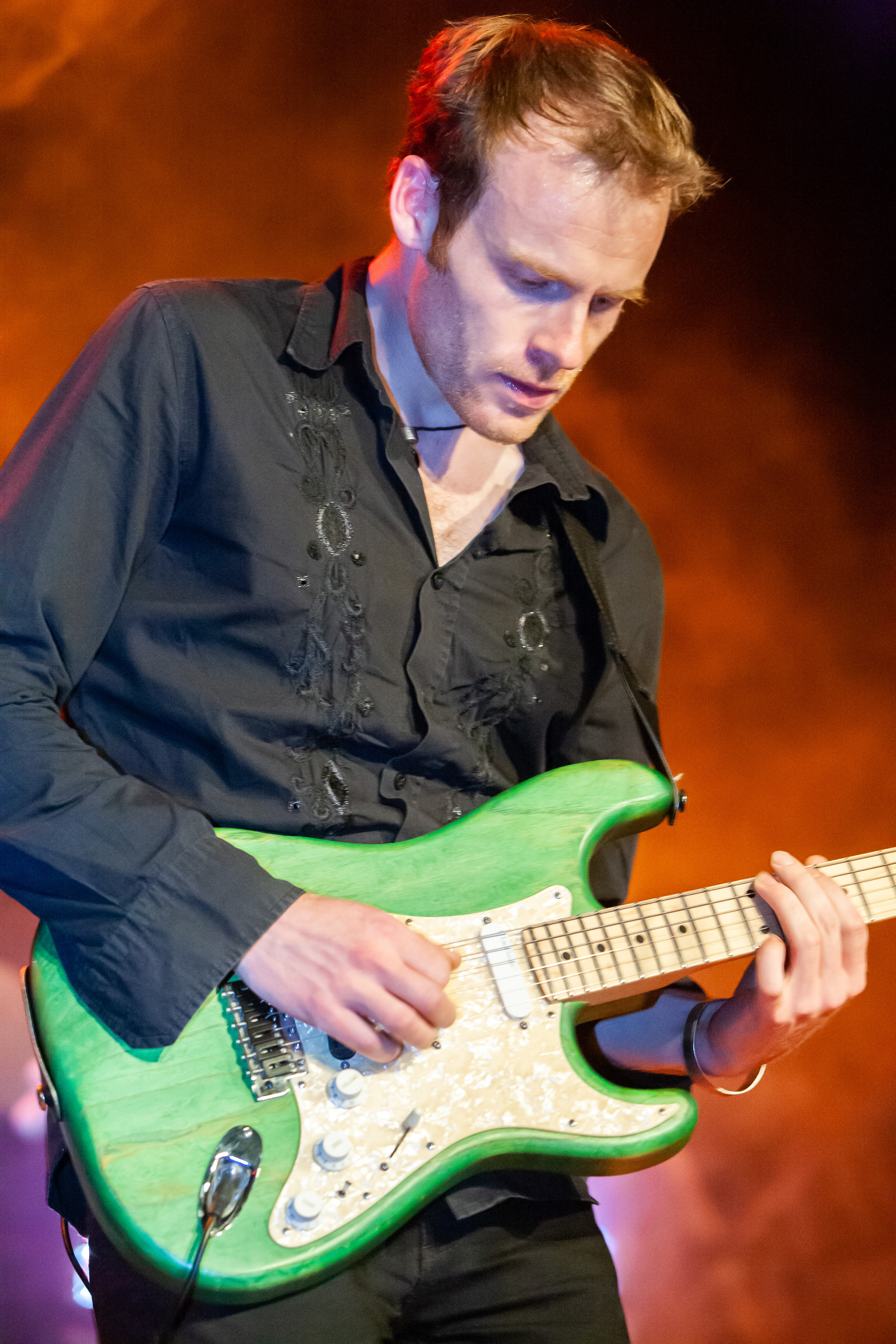
Joe Gooch (2007)

Joe Gooch (Highbury, Londen, 3 mei 1977) is een Brits zanger. Hij was van 2003 tot 2014 zanger en leadgitarist van Ten Years After.

## Biografie
Op 13-jarige leeftijd volgde Gooch lessen klassieke gitaar, maar al snel besefte hij dat zijn interesse buiten het klassieke genre lag en hij schakelde over naar jazz en blues. Hij werd in grote mate beïnvloed door de idolen uit zijn jeugd: Steely Dan, The Beatles, Jimi Hendrix, Eric Clapton, Led Zeppelin en Frank Zappa.
Gooch verving in 2003 Alvin Lee bij Ten Years After. Samen met bassist Leo Lyons van Ten Years After vormde hij later de band Hundred Seventy Split. In januari 2014 verlieten beiden officieel Ten Years After.

## Discografie
SiRO
- SiRO – 1999

Ten Years After
- Now – 2004
- Roadworks (Live) – 2005
- Evolution – 2008
- Live at Fiesta City (DVD) – 2009

Hundred Seventy Split
- The World Won't Stop - 2010
- Hundred Seventy Split - Special Edition - 2010
- Hundred Seventy Split - 2014